# 2090年代
2090年代（にせんきゅうじゅうねんだい）は、西暦（グレゴリオ暦）2090年から2099年までの10年間を指す十年紀。この項目では、国際的な視点に基づいた2090年代について記載する。

## 予定・予測される主な出来事

### 2092年
- 春分の日が3月19日になる可能性が高い。この日になれば制定されてから初めて[要出典]。

### 2098年
- 6月30日の宵、太陽と月、惑星が地球から見て日月火水木金土の順に並ぶ[要出典]。